# Mandalay Bay Resort and Casino
Das Mandalay Bay Resort and Casino ist ein Hotel-Casino-Komplex am Südende des Las Vegas Strip in Paradise im US-Bundesstaat Nevada. Mit über 4766 Zimmern und Suiten gehört es zu den weltweit größten Hotels. Charakteristisch ist die goldfarbene Fassadenverglasung.

## Geschichte
Der östliche Turm (Mandalay Bay) wurde 1999 eröffnet, hat ein „Burma-Thema“ und 40 Etagen, wobei die Etagen 35 bis 39 (424 Zimmer) separat als das Hotel Four Seasons betrieben werden. Der oberste Stock beherbergt den House of Blues Foundation Room, einen Club mit angeschlossenem Restaurant.

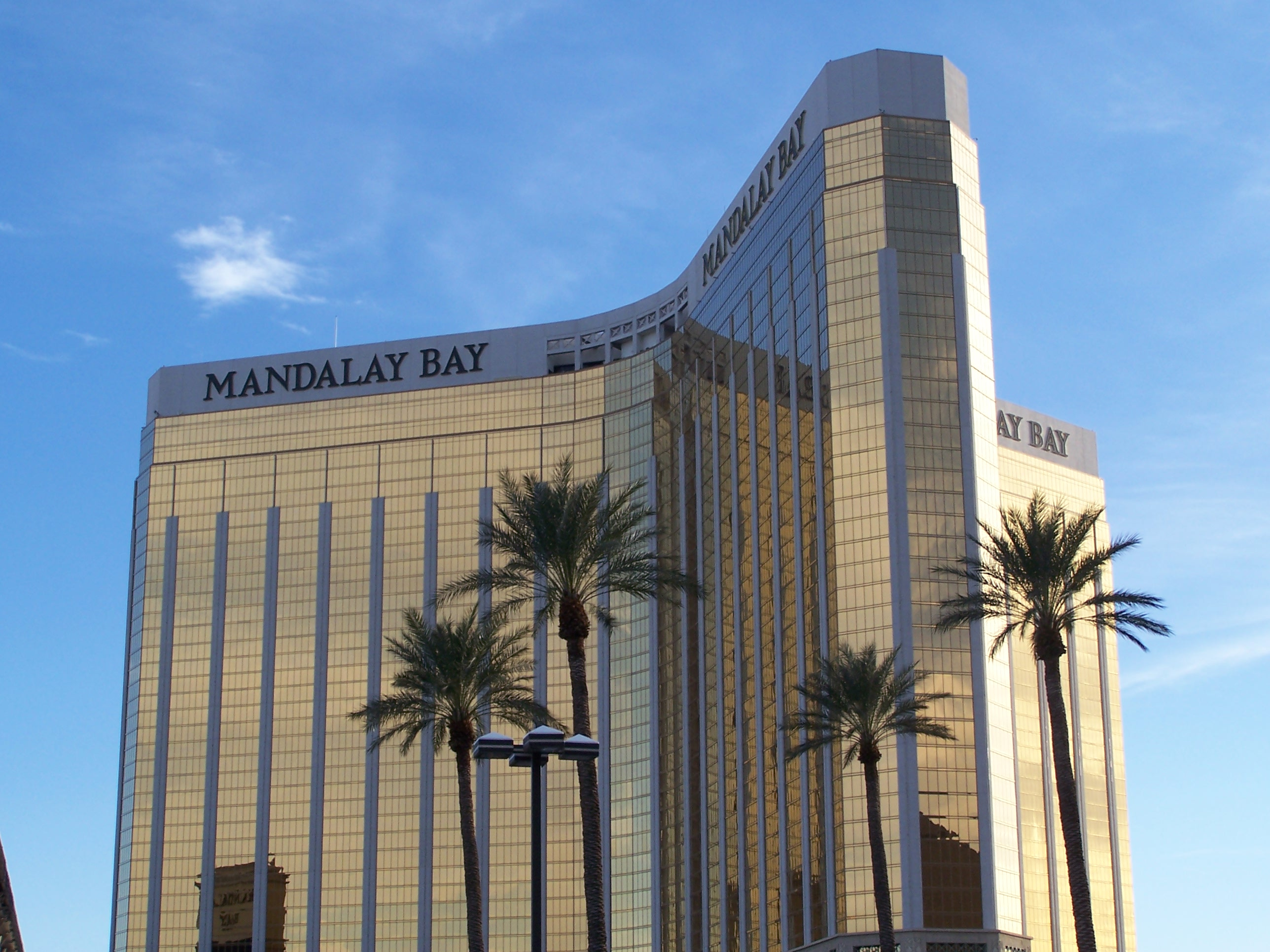
Mandalay Bay

Der westliche Turm, seit 2013 Delano Las Vegas genannt, wurde 2004 unter dem Namen THEhotel at Mandalay Bay eröffnet, ist 43 Etagen hoch und umfasst 1117 Suiten. Er wird separat bewirtschaftet. In der obersten Etage ist das Restaurant „Mix“ untergebracht. Aus PR-Gründen und weil die Zahl „4“ bei asiatischen Spielern als Unglückszahl gilt, haben die Etagen ab der 40. Etage die Nummern 61, 62 und 63. Hier liegen die VIP-Suiten.

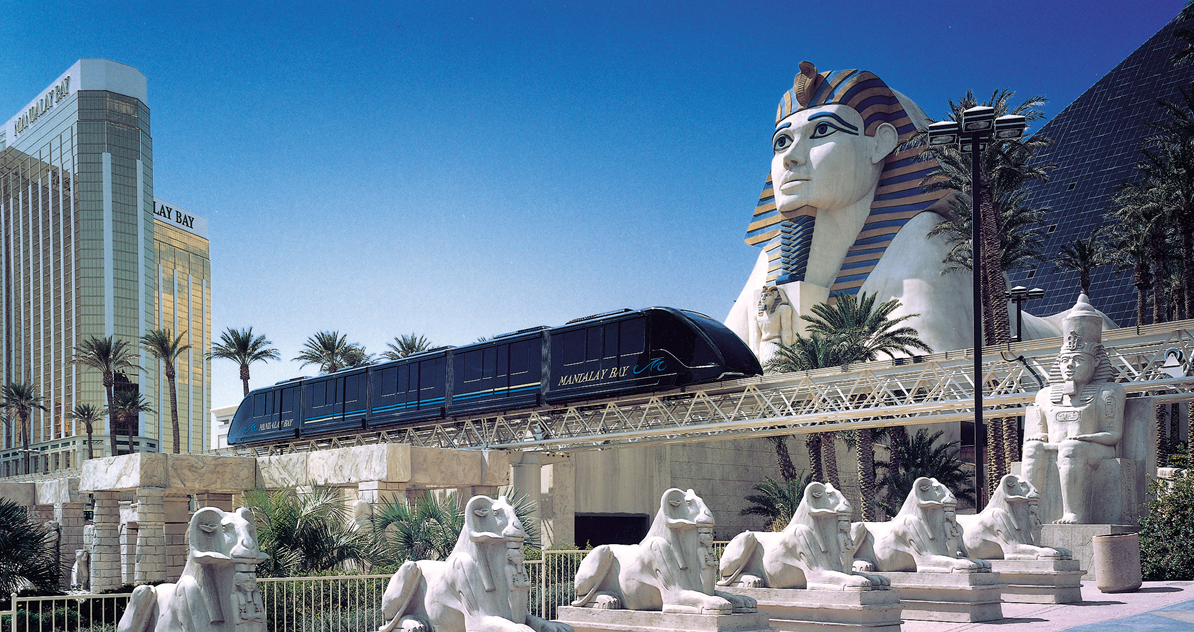
Mandalay Bay-Excalibur Tram

Jeder Turm hat ein eigenes Spa. Gemeinsam genutzt wird eine Anlage aus mehreren Pools, einem künstlichen Strand mit Wellenanlage. Zum Mandalay Bay gehört eines der größten Konferenz-Zentren der Welt, das Events Center (Halle mit 12.000 Plätzen), ein Theater, ein House of Blues (Restaurant und Konzerte), eine Vielzahl Restaurants, die riesige Aquarien-Anlage Shark Reef sowie die Laden-Passage Mandalay Place, die es mit dem benachbarten Luxor-Hotel (derselbe Betreiber) verbindet.

Der kostenlose Cable Liner Shuttle (Mandalay Bay-Excalibur Tram) pendelt zwischen dem Mandalay Bay, dem Luxor und dem Excalibur Hotel.
Das Hotel war Teil der Circus-Circus-Gruppe, die sich später nach seinem Flaggschiff zur Mandalay Resort Group umbenannte. 2005 wurde diese Gruppe vom Konkurrenten MGM Resorts International gekauft.
Mandalay Bay diente als Kulisse für das fiktive Montecito in der Fernsehserie Las Vegas. Ein wesentlicher Teil der Handlung im Lied Me and My Monkey von Robbie Williams spielt im Mandalay Bay.
Von 2006 bis 2009 fand im Mandalay Bay das Las Vegas Desert Classic statt, das bis dato höchstdotierte Darts-Turnier außerhalb Großbritanniens (250.000 US-Dollar).

## Massenmord am 1. Oktober 2017
Am 1. Oktober 2017 griff der 64-jährige Stephen Paddock aus einer Suite des Mandalay Bay heraus die Besucher eines auf einem Gelände gegenüber dem Hotel stattfindenden Musikfestivals an, wobei 58 Personen getötet und 869 weitere verletzt wurden.

## Nachweise
1. ↑  Michael Jackson: One (englisch)
2. ↑  Schießerei bei Konzert in Las Vegas. Spiegel Online. 2. Oktober 2017.

Koordinaten: 36° 5′ 30″ N, 115° 10′ 29″ W